# Nalda
Nalda tỉnh và cộng đồng tự trị La Rioja, phía bắc Tây Ban Nha. Đô thị này có diện tích là 24,60 ki-lô-mét vuông, dân số năm 2009 là 1044 người với mật độ 42,44 người/km². Đô thị này có cự ly 19 km so với Logroño.